# Markus Böttcher
Pour les articles homonymes, voir Böttcher.
Markus Böttcher, né le 6 juillet 1964 à Hennef, est un acteur de nationalité allemande.
Markus Böttcher a étudié de 1983 à 1987 à l'Université Mozarteum de Salzbourg. Pendant ses études, il a effectué des stages au Salzbourg Festival, au théâtre Schaubühne de Berlin, et au Théâtre National Populaire de Paris. De 1987 à 1988, il était au Schiller Theater (Berlin) en tant qu'acteur et réalisateur assistant.
Markus Böttcher a fondé avec son ami l'acteur et politicien Charles M. Huber une association caritative en Afrique.
Il a joué le rôle du commissaire Werner Riedmann dans la serie télévisée Le Renard de 1986 à 2015, durant 280 épisodes.